# Ле Блан, Жюльен
Жюльен Ле Блан (фр. Julien Le Blant; 1851, Париж — 1936, там же) — французский художник, наиболее известный своими картинами на тему Вандейского мятежа.
Хотя главные работы Ле Блана были написаны маслом, он также охотно работал акварелью. Помимо станковой живописи, создал многочисленные книжные иллюстрации.

## Биография

### Начало пути
Ле Блан родился в 1851 году и был старшим сыном Эдмона Фредерика Ле Блана, директора Французского Института в Риме — научной организации, занимавшейся (и занимающейся до сих пор) изучением античных древностей, и Мари Луизы Гаспарин Лемэр. Его мать умерла вскоре после рождения сына, поэтому воспитанием Жюльена занималась мачеха.
Художник-самоучка, в юности он брал частные уроки живописи, однако в академии не обучался. Его фактически единственным учителем был малоизвестный художник Эрнст-Жозеф Жирар (1813—1898), являвшийся учеником миниатюриста Изабе. Параллельно Ле Блан окончил один из французских лицеев (лицей Бонапарата).
В 1874 году молодой художник дебютировал на Парижском салоне с картиной «Убийство Лепелетье де Сен-Фаржо» (революционера, подавшего решающий голос за казнь короля Людовика XVI).

### Вандейский мятеж
С самого начала, в фокусе интересов Ле Блана находилась батальная и историческая живопись на тему событий Французской революции и, особенно, Вандейского мятежа.
Выходец из провинции Пуату, которая некогда была затронута Вандейским восстанием, и из семьи, которая, как считалось, симпатизировала повстанцам, художник вполне разделял эту симпатию, что шло вразрез с точкой зрения большинства французов. Однако, хотя позиция Ле Блана не была общепринятой, она вполне укладывалась в рамки более широкой дискуссии об историческом значении Революции и Вандеи, происходившей во Франции в то время (и периодически происходящей до сих пор).
На Парижском Салоне 1878 года Ле Блан выставил картину «Смерть генерала Д’Эльбе». Д’Эльбе, один из руководителей вандейцев, был захвачен в плен раненым, и расстрелян сидящим в кресле, так как из-за ранений не мог стоять. За эту картину Ле Блан получил бронзовую медаль Салона. Картина «Казнь генерала Шаретта» изображает гибель другого лидера вандейцев, их генералиссимуса, за карьерой которого с интересом следили такие современники, как Бонапарт и Суворов. На третьей своей картине Ле Блан изобразил вандейского полководца Анри де Ларошжаклена, а на четвёртой — своего рода концентрированный образ крестьянина-повстанца. Эта картина («Вандеец») до сих пор регулярно появляется на обложках книг, посвящённых восстанию.
В 1880 году Ле Блан получил серебряную медаль Парижского Салона за картину «Батальонное каре». Эта картина также удостоилась золотой медали на Всемирной выставке в Париже в 1889 году. На картине изображена группа контрреволюционеров, которых называли «les blancs» («белые»), вооружённых косами и вилами, которые атакуют из засады французские революционные войска. В центре композиции войска революционной армии выстроились в каре (оборонительный квадрат), для того, чтоб отбить внезапную, но плохо организованную атаку.
После 1889 года эта работа Ле Блана была куплена Художественной галереей Нового Южного Уэльса, долгое время с успехом выставлялась там, но затем, в связи с ростом популярности беспредметного искусства, была убрана в запасники. Сегодня картина «Каре Батальона» украшает библиотеку мормонского Университету Бригама Янга, находящемуся в штате Юта, США.
Ле Блан, как и многие его современники — художники-реалисты, тщательно подходил к написанию картин, в чём ему помогало лицейское образование, а также воспитание, полученное от отца-историка. Художник тщательно изучал исторические источники, посвящённые изображаемой эпохе, а также коллекционировал подлинное оружие, предметы униформы и крестьянскую одежду, характерную для Вандеи. Для написания той или иной картины художник приглашал подходящих натурщиков, просил их надеть старинную одежду, взять в руки оружие, после чего позировать. Таким образом достигались реалистичность и немалая историческая достоверность изображаемых сцен.

### Общественное признание
В декабре 1885 года художник стал кавалером ордена Почетного легиона. Работы Ле Блана были выбраны, в числе прочих, для представления Франции на Всемирной выставке в Чикаго в 1893 году.

### Книжная иллюстрация

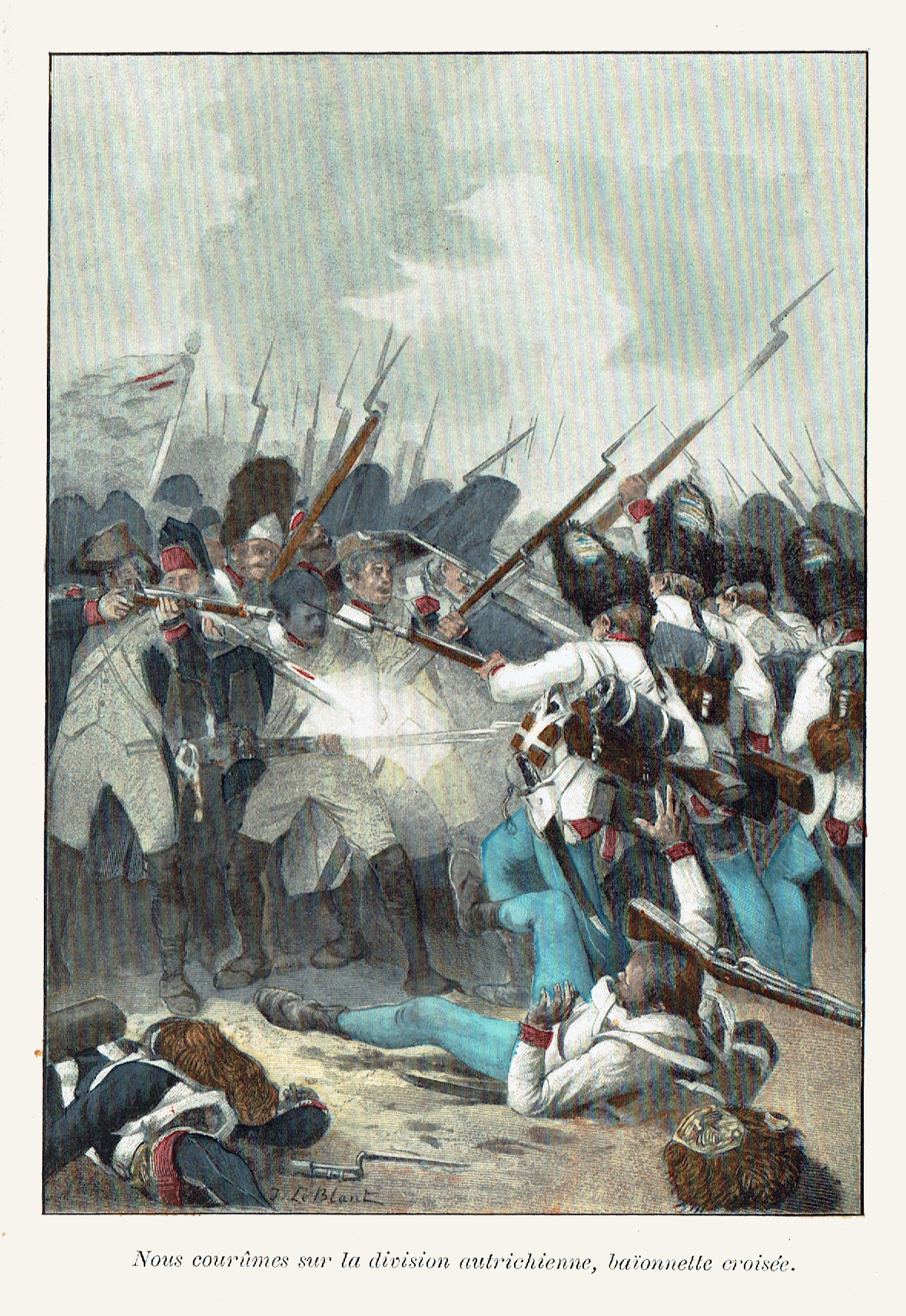
Иллюстрация к мемуарам капитана Куанье

В 1885 году Жюльен Ле Блан, параллельно с работой станкового живописца, начал свою карьеру иллюстратора, и вплоть до своей смерти активно иллюстрировал книги. Первая иллюстрированная им книга, написанная Альфредом де Виньи, была посвящена вооруженным силам. Для неё Ле Блан выполнил эскизы для фронтисписа и шести гравюр. В 1886 году он проиллюстрировал роман Жорж Санд «Мопра». Ле Блан сделал более шестидесяти рисунков для издания записных книжек капитана Куанье, мемуаров, которые считаются классическим описанием наполеоновских войн. Его работы были использованы в качестве основы для серии гравюр для иллюстрирования романа Оноре де Бальзака «Шуаны». Ле Блан также выполнил 161 иллюстрацию для роскошного малотиражного издания романа Александра Дюма «Шевалье де Мезон-Руж».
Свои иллюстрации Ле Блан выполнял пером, тушью, маслом или акварелью, однако в дальнейшем, для использования в книгах, с них выполнялись гравюры. Оригиналы своих иллюстраций сам художник с успехом продавал в аукционном доме «Hotel Drouot». Таким образом, он зарабатывал на своих иллюстрациях два раза, сперва предоставляя их гравёрам и издательству в качестве основы для тиражирования, а затем продавая коллекционерам оригиналы.
В 1924 году пожилой художник в последний раз проиллюстрировал книгу. Это был сборник американской поэзии «На холмах», написанный богатым балтиморским филантропом Теодором Марбургом (1862—1946). Всего Ле Бланом было создано более 500 иллюстраций.

### Акварели
Жюльен Ле Блан также много работал в акварельной технике. Он был избран действительным членом Общества французских акварелистов и выставлял свои работы на его ежегодных Салонах, начиная с Салона 1885 года. Он также писал пасторальные сюжеты и пейзажи во время своего ежегодного летнего отпуска, который предпочитал проводить на природе во французском департаменте Коррез, поблизости от Брив-ла-Гайарда.

### Первая мировая война
Когда разразилась Первая мировая война, Жюльен Ле Блан хотел отправиться на фронт, чтобы зарисовать повседневную жизнь солдат. Хотя в то время во французской армии существовала программа привлечения художников к изображению боевых действий, Ле Блан, которому тогда было 63 года, из-за своего пожилого возраста не получил разрешения отправиться на фронт. Тогда вместо этого он стал изображать солдат, прибывающих и отбывающих на войну на Восточном вокзале в Париже. Район вокруг вокзала был полон солдат, и Ле Блан часто писал их с натуры на протяжении всей войны. Он также изобразил солдат в казармах Венсена, где они ожидали отправления на фронт. После войны, в 1919 году, эти многочисленные работы были показаны на отдельной крупной выставке в Парижской галерее Жоржа Пети. Хотя произведениями восхищались, усталость публики от войны привела к тому, что работы плохо продавались. После этого об этой серии работ Ле Блана надолго забыли.

## Галерея

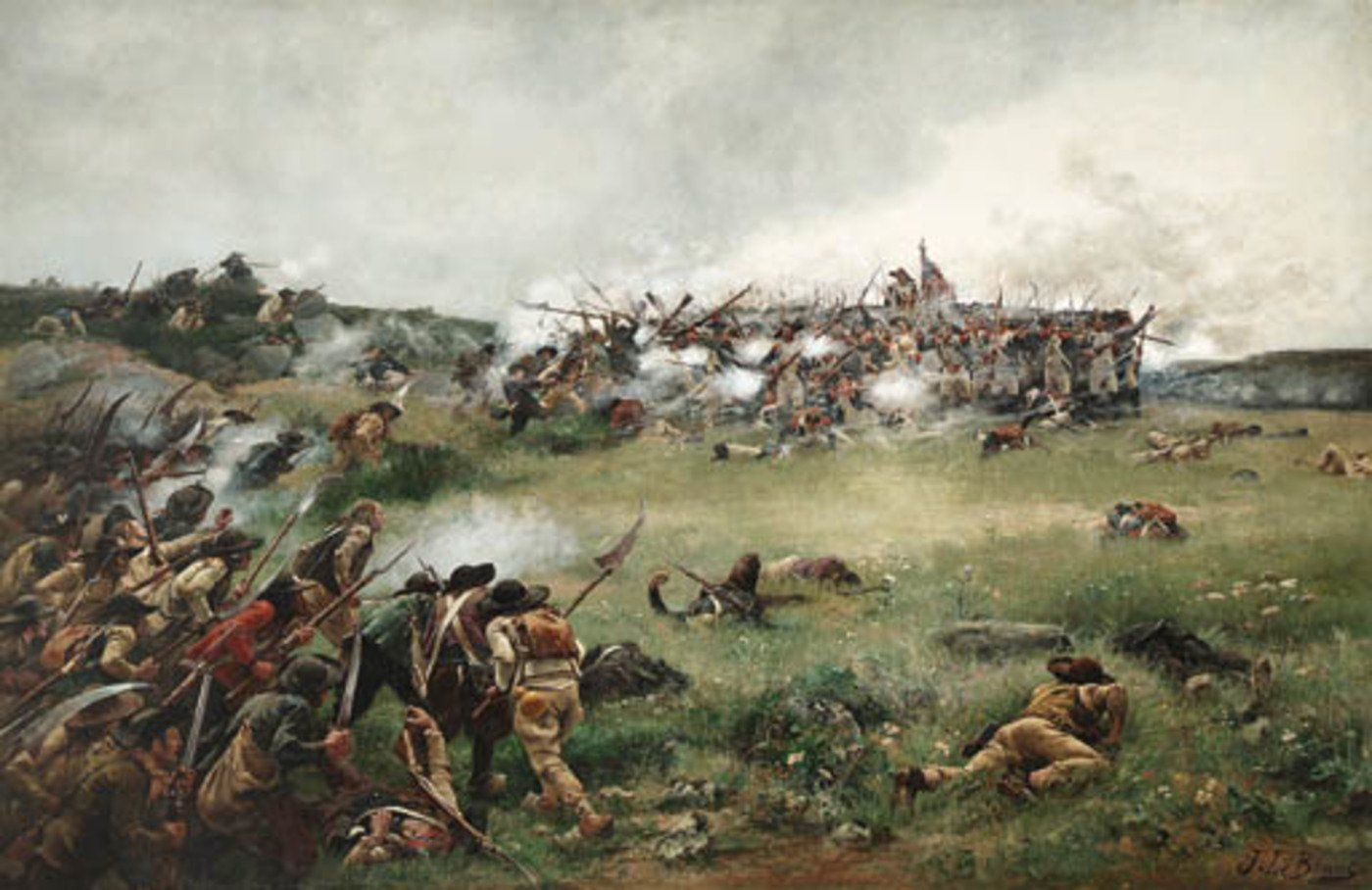
Батальонное каре (республиканцы отражают атаку вандейцев)
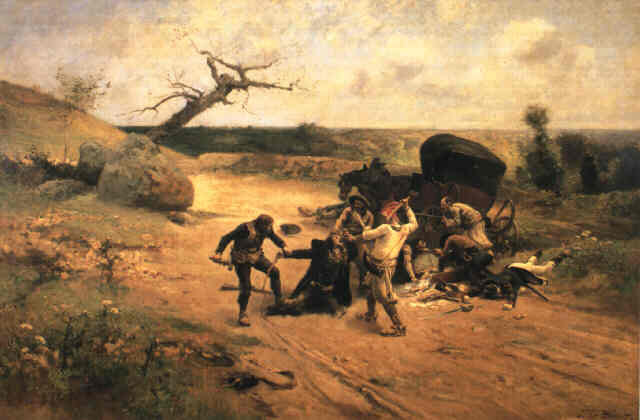
Убийство вандейцами республиканского курьера
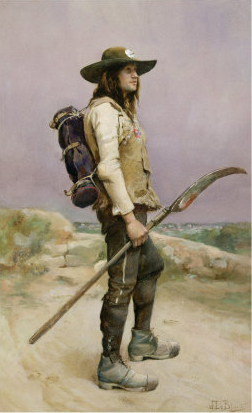
Вандеец
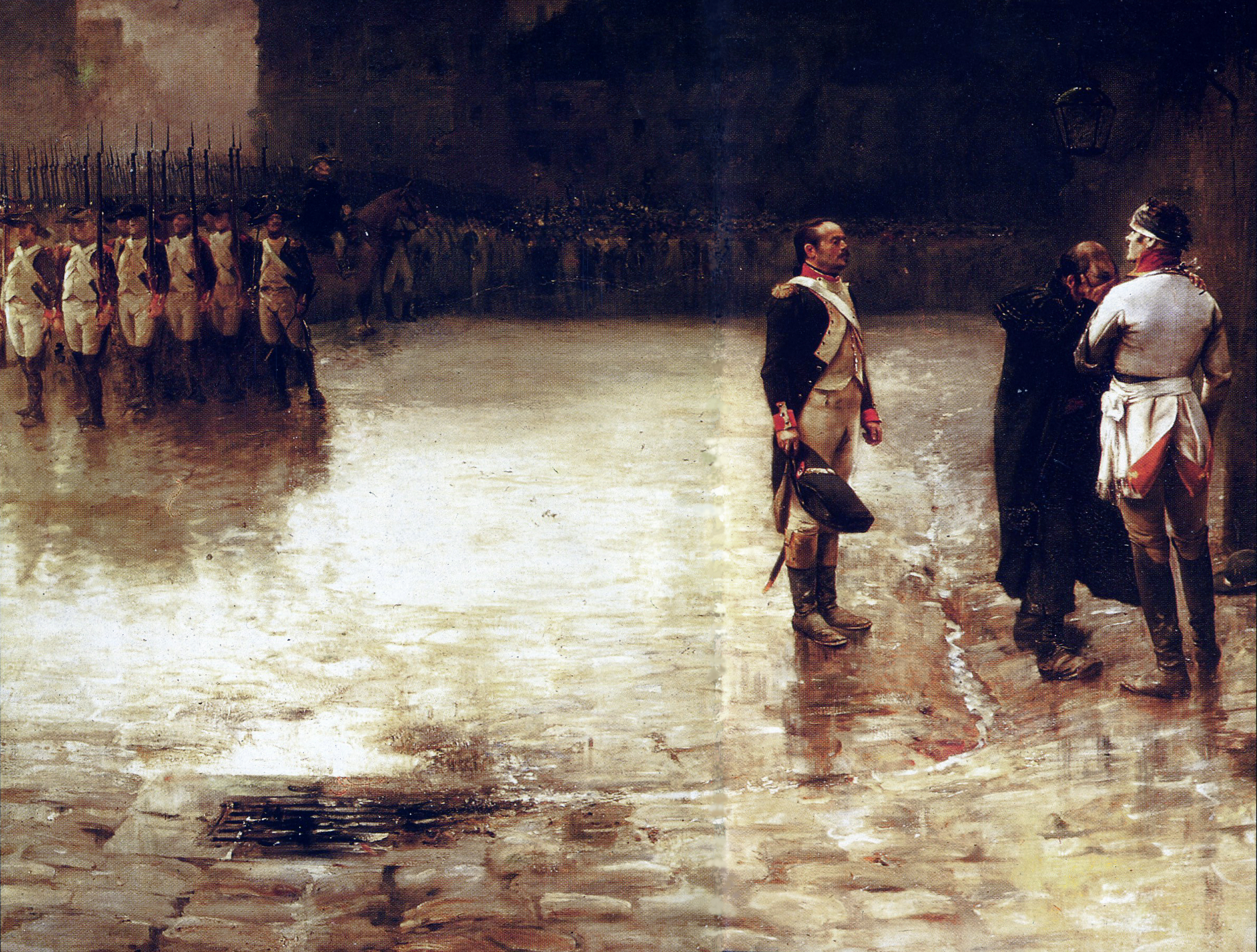
Расстрел вандейского военачальника Шаретта
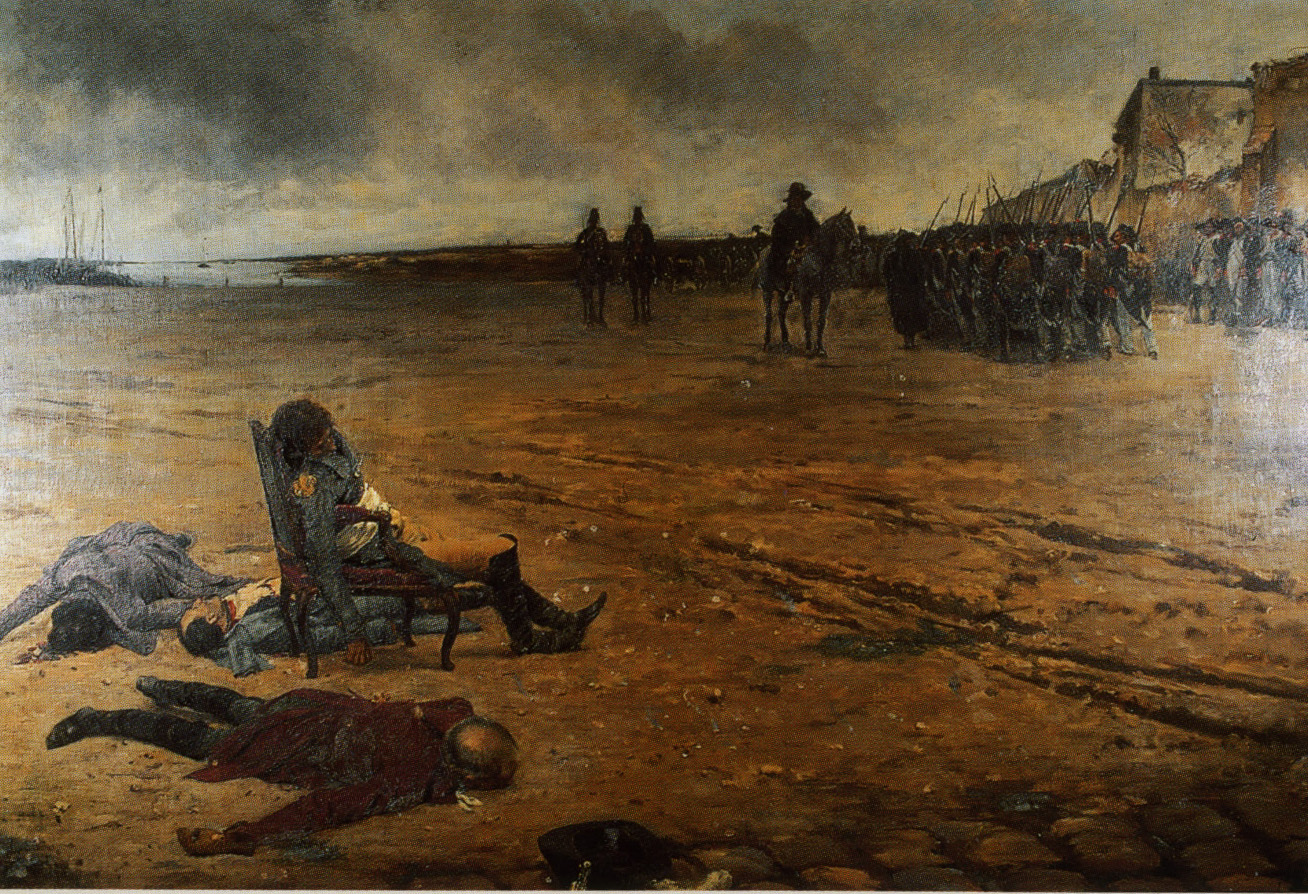
Расстрел вандейского генерала д’Эльбе (раненый в предшествующем бою при Шоле, он во время расстрела сидел в кресле)
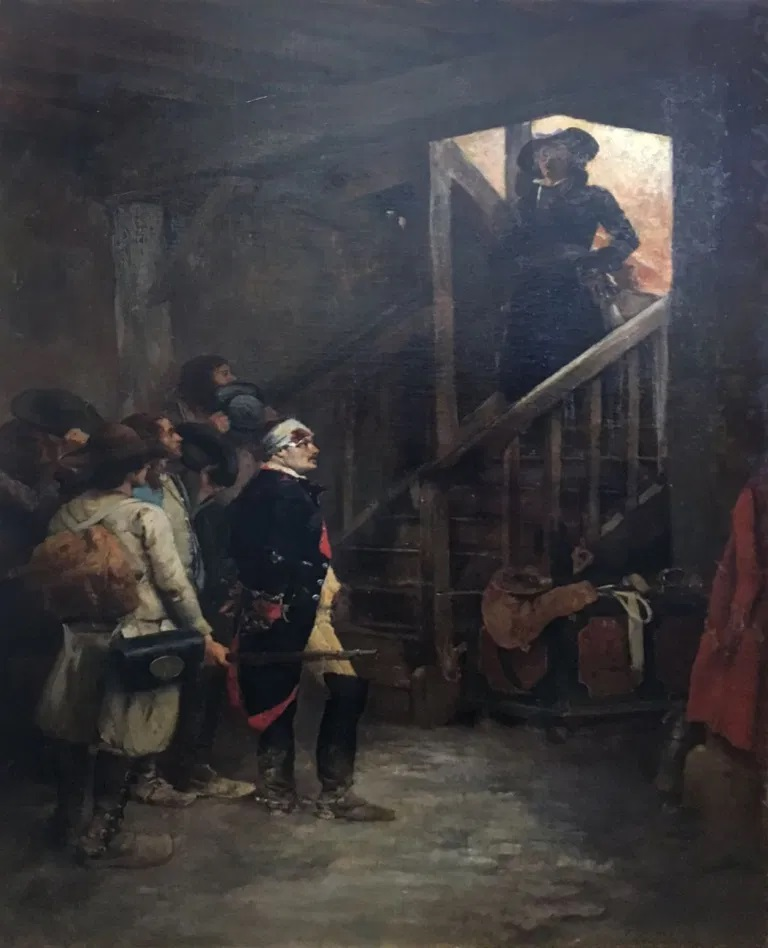
Пленный (республиканец в плену у вандейцев)
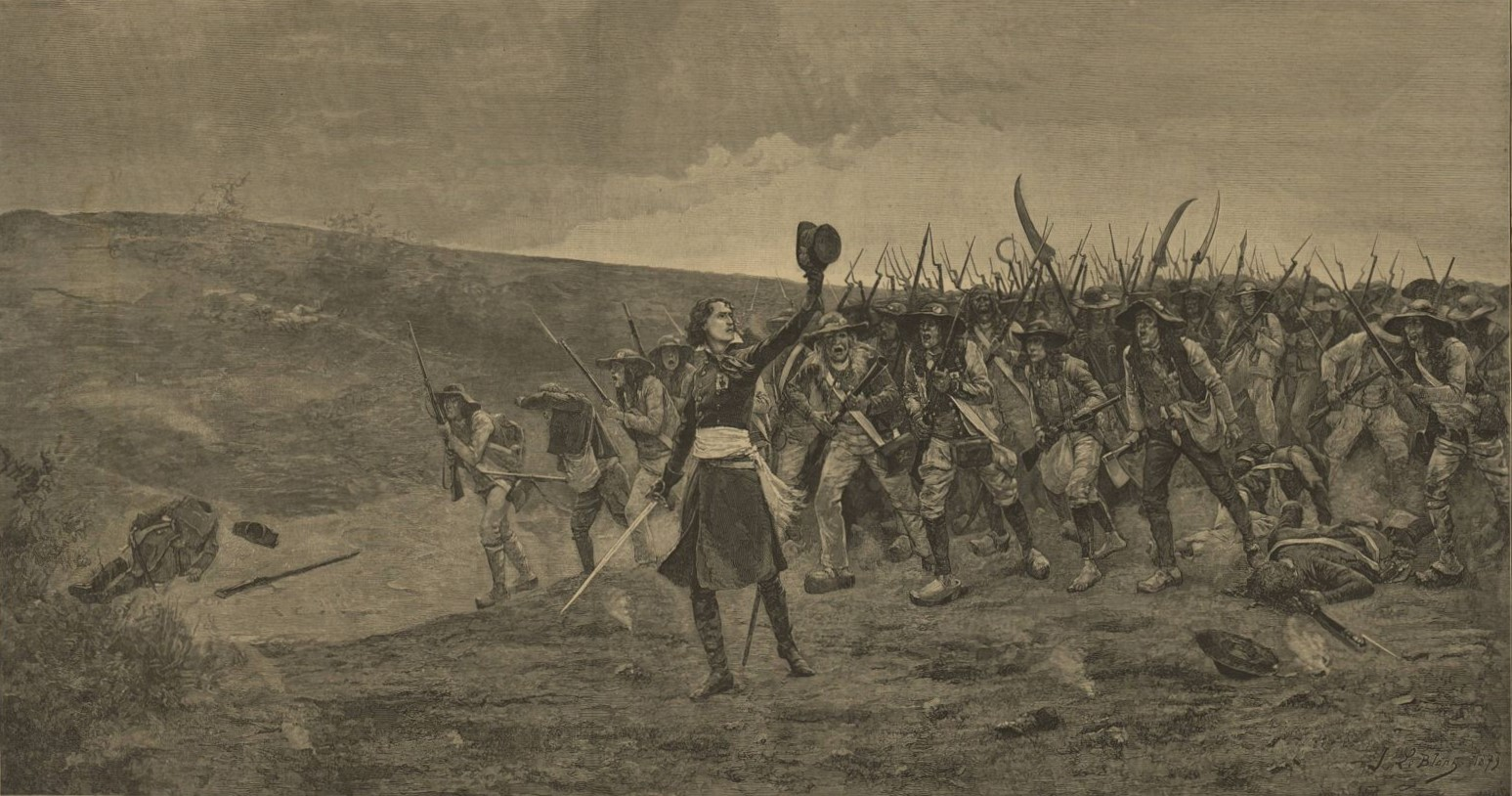
Анри де Ларошжаклен
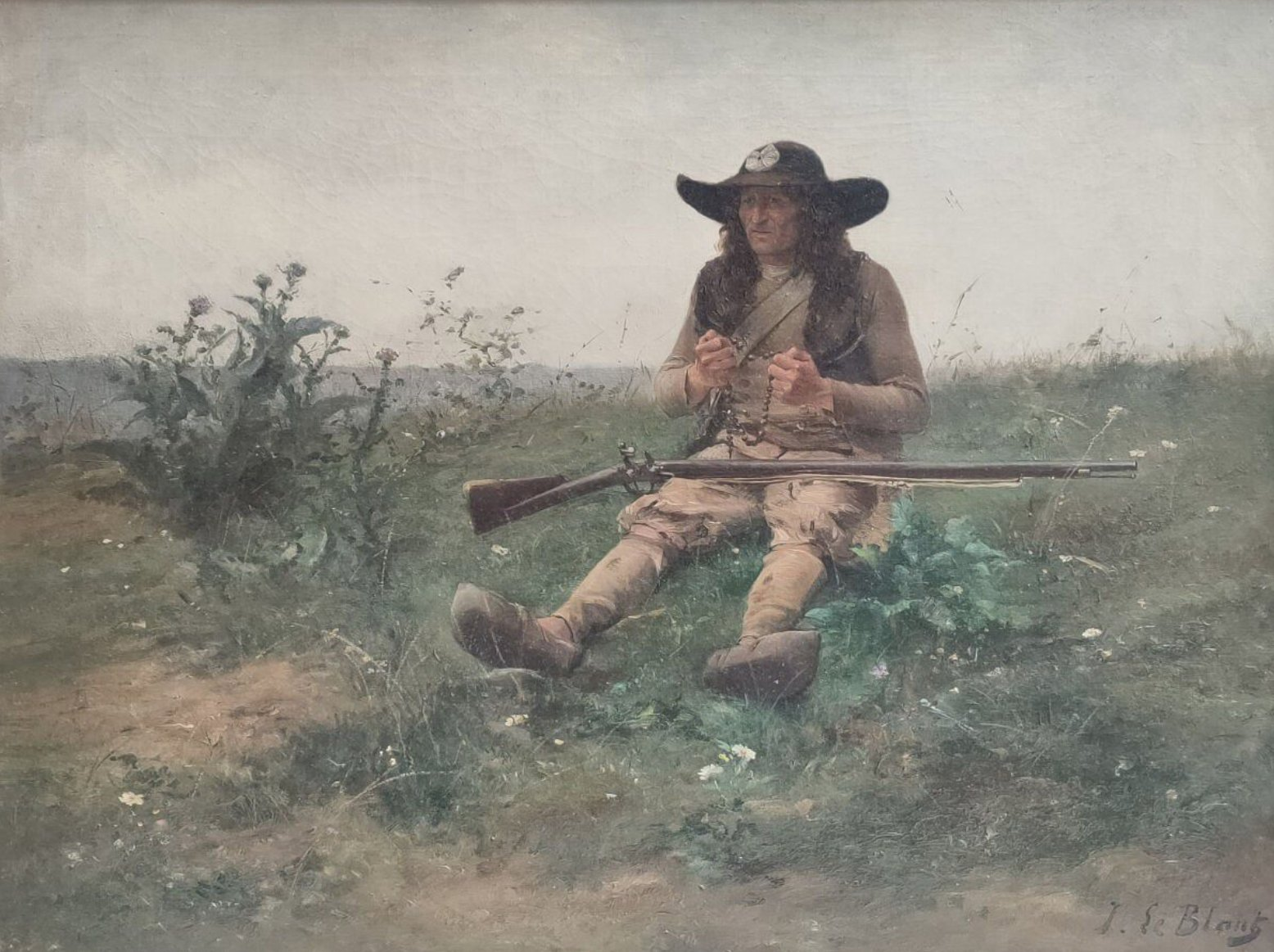
Шуан
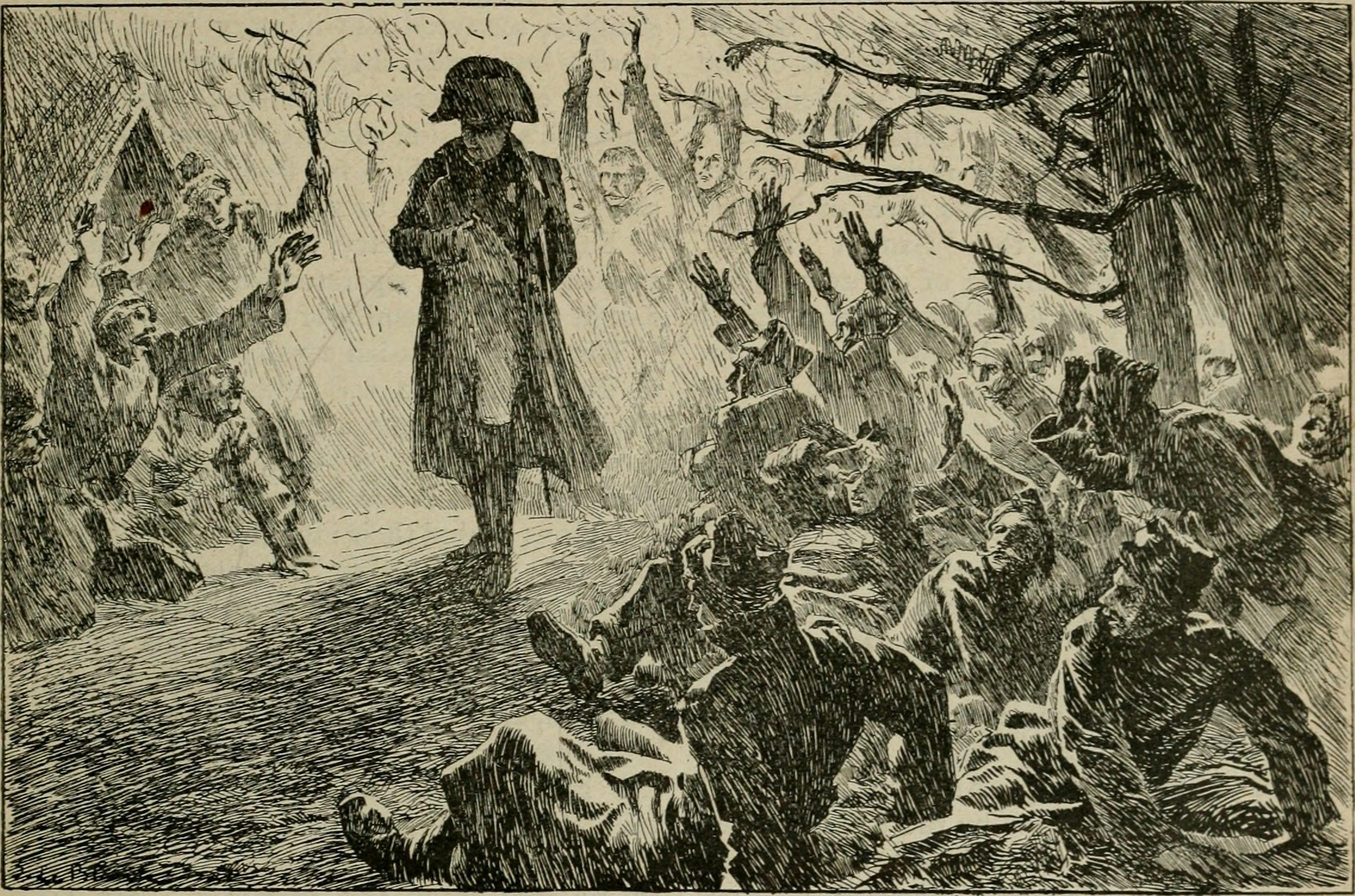
Эпизод Войны третьей коалиции
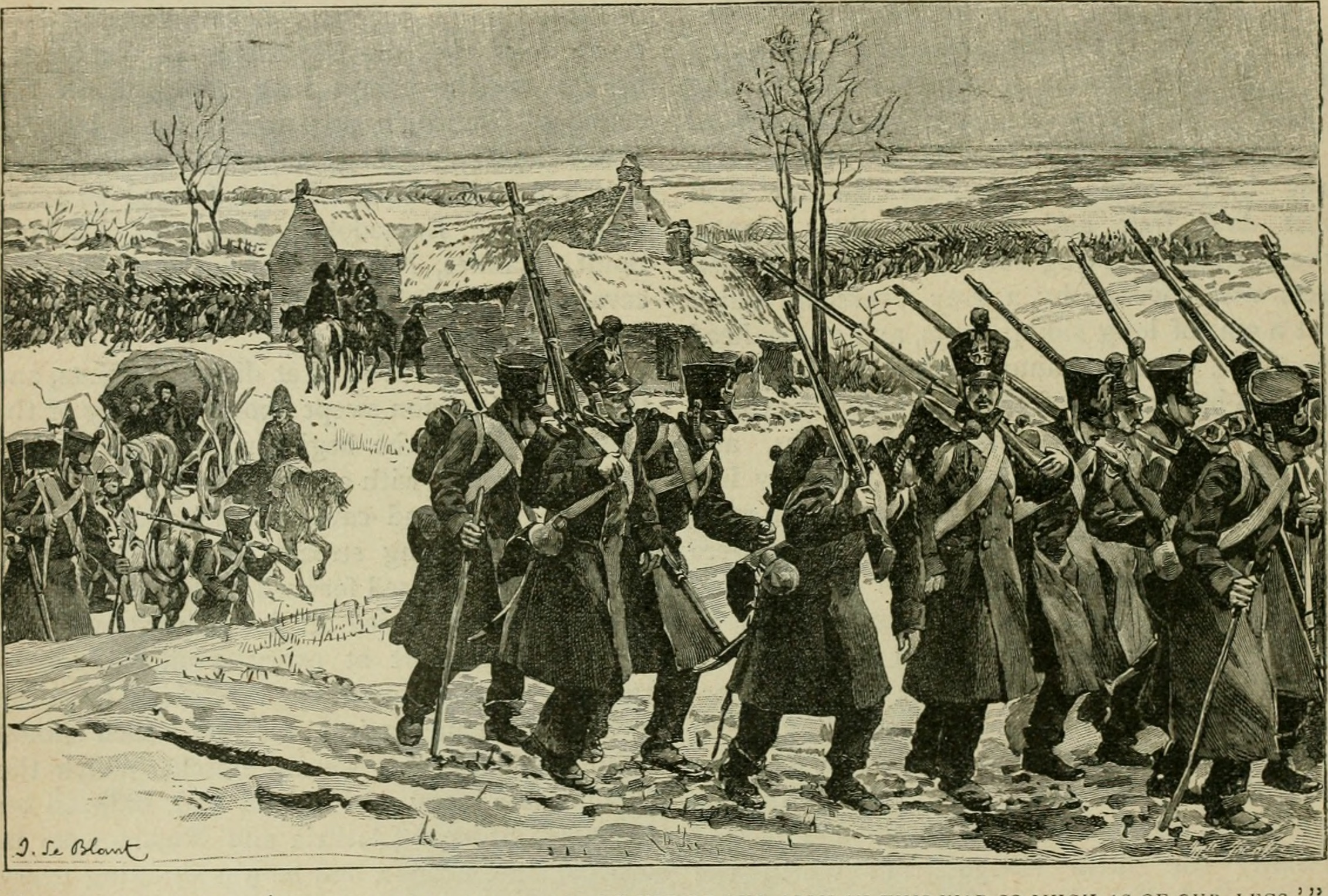
Эпизод Войны третьей коалиции
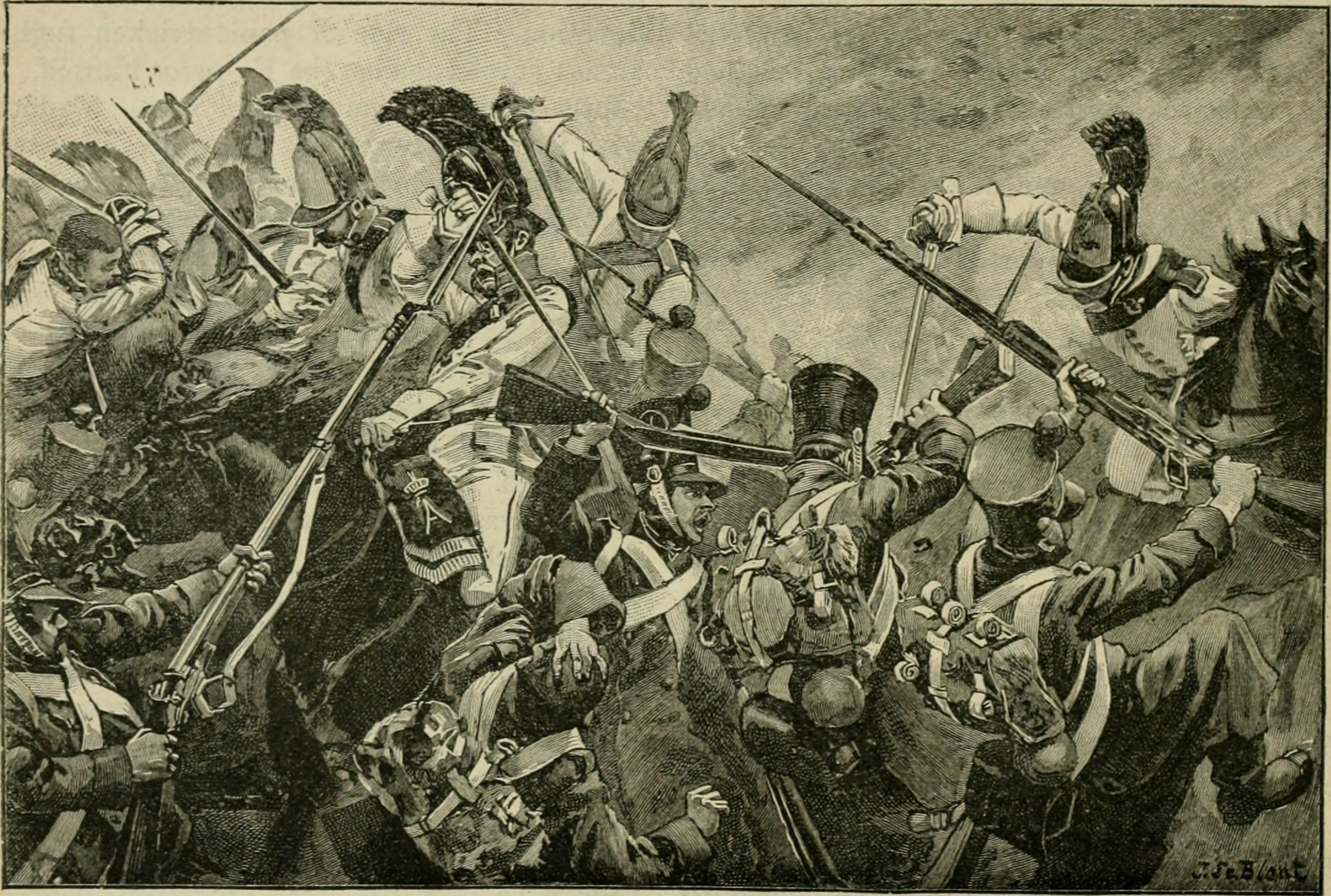
Битва при Аустерлице
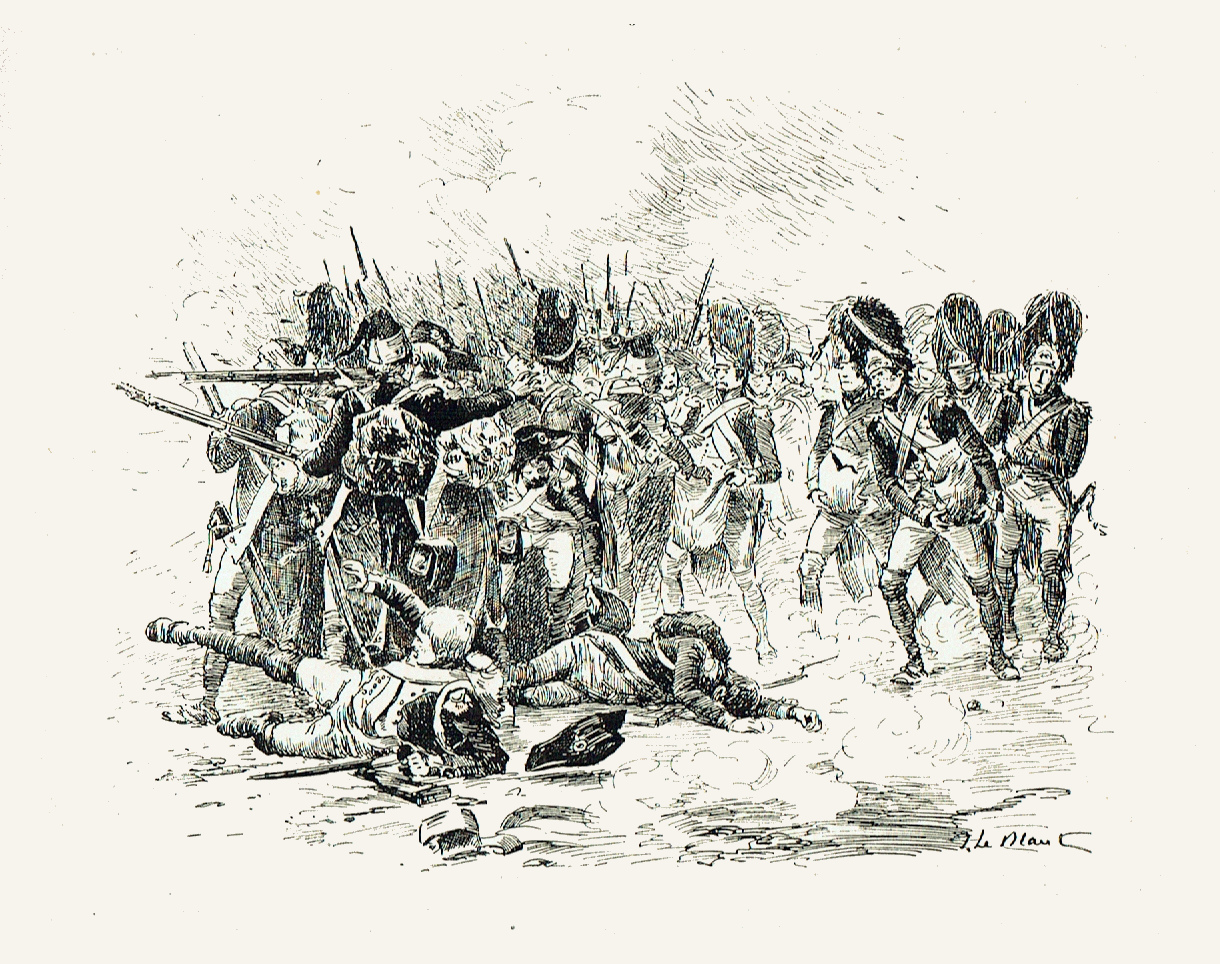
Иллюстрация к мемуарам капитана Куанье

## Избранные проиллюстрированные книги
- Balzac, Honoré de, Les Chouans. Illustrations de Julien Blant gravées sur bois par Léveillé, Emile Testard et Cie, Paris, 1889
- Vigny, Alfred de, Servitude et grandeur militaires, Dessins de Julien Le Blant gravés à l’eau-forte par Champollion, Paris, Jouaust — Librairie des Bibliophiles et Librairie Lemerre, 1885
- Dumas, Alexandre, Le chevalier de Maison-Rouge, Illustrations de Julien Le Blant gravées à l’eau-forte par Léveillé. Préface par G. Larroumet, Paris, Emile Testard, 1894
- Larchey, Loredan, Les Cahiers du Capitaine Coignet. Paris: Edition Jouauat
- D’Aurevilly, Barbey, Le Chevalier des Touches. Paris: Edition Jouauat
- Marburg, Theodore, In the Hills, G.P. Putnam’s Sons, 1924